# Andrea Adamo (motociclista)
Andrea Adamo (Erice, 23 settembre 2003) è un pilota motociclistico italiano, campione del mondo MX2 nella stagione 2023.

## Carriera

### Gli inizi
Dal 2015 al 2017 gareggia, con una Honda del Pardi Racing Team, nel campionato europeo (classe 150cc) di motocross; quattordicesimo nella stagione d'esordio, si migliora nel 2016 chiudendo decimo per poi vincere il titolo il terzo anno. Nel biennio 2019-20 è impegnato, con Yamaha, nel campionato europeo FIM EMX250 classificandosi oltre la ventesima posizione in entrambe le edizioni.

### Motocross MX2
Nel 2021 esordisce nel campionato mondiale di motocross: ingaggiato da SM Action Racing Team Yuasa Battery si classifica al quattordicesimo posto. Nella stessa stagione viene selezionato per prendere parte al motocross delle Nazioni, conclusosi per l'Italia al quarto posto. Prosegue con la stessa squadra anche nel 2022 anno in cui migliora sensibilmente le prestazioni chiudendo ottavo. Nel 2023 passa al team ufficiale KTM. Disputa un campionato regolare: senza ritiri, sempre a punti, spesso a podio e con quattro prove vinte; al termine della stagione si laurea campione del mondo con un margine di oltre sessanta punti su Jago Geerts. Contestualmente al titolo arriva anche un terzo posto al motocross delle nazioni. Rimane in MX2 anche nel 2024 quando, pur mancando la riconferma del titolo, rimane competitivo siglando una pole position e vincendo due prove.